# Philemon Arthur and the Dung
Philemon Arthur and the Dung är en musikgrupp från Skåne, bestående av de två medlemmarna Philemon Arthur och The Dung. Deras mest kända låt är "In kommer Gösta", men har även gjort låtar som "Men va fanken" och "Blomman". 1972 tilldelades gruppen en Grammis för sitt självbetitlade debutalbum.
Vilka som döljer sig bakom pseudonymerna är bara känt av ett fåtal personer, främst på skivbolaget Silence, där gruppen haft skivkontrakt sedan skivdebuten år 1972.

## Historik
Gruppen uppges ha börjat spela tillsammans 1962 som The Popbeams, men p.g.a. självkritik bytte de efter en tid namn till The Dung. Philemon Arthur var ett namn som dök upp när de jammade tillsammans. 
Innan gruppen gett ut någon skiva spelades deras musik i radioprogrammet Bandet går, som gjordes av P3:s ungdomsredaktion i Stockholm. Då gick gruppen även under namnet Hegbert Bruces tavelramar.
Träd, Gräs och Stenar spelade en cover av låten In kommer Gösta på första Gärdetfesten den 12 juni 1970. Konserten har senare getts ut som album på Subliminal Sounds 1996. Låten avslutas med att sångaren Bo Anders Persson säger: "det var en hälsning till er alla från Torekov i Skåne, Torekov". På grund av detta citat är det en utbredd uppfattningen att bandet kommer från trakterna kring Torekov. Träd, Gräs och Stenar, tidigare International Harvester, gjorde att Philemon Arthur & The Dung fick kontakt med Silence Records .
Silence gav 1972 ut gruppens hemmagjorda inspelningar på LP'n Philemon Arthur and the Dung. Musiken är inspelad på rullbandspelare med knastriga mikrofoner och framförs på ostämd gitarr, dragspel och föremål som kan ha funnits till hands i ett hushåll - kastruller, stekpannor, kakburkar, stolar, element och liknande. Texterna varierar från nonsens, över djupsinniga och humoristiska betraktelser över livet, till socialt medveten satir om samhällsfenomen som uteliggare, miljöförstöring och jakt. 
År 1972 tilldelades gruppen en Grammis för det självbetitlade albumet. Protesterna mot att albumet fick priset var en av de bidragande faktorerna till att Grammisgalan lades ner fram till 1987.
Till femtonårsjubileet av debutalbumet 1987 gav gruppen ut fullängdskassetten Skisser över 1914 års badmössor på skivbolaget Silence Records. Kassetten låg i en konservburk med pappersetikett i blått och rött med texten Äkta Skånska Naturljud och en teckning av två nakna rumpor vända mot varandra. Låtarna på kassetten uppgavs vara remastrade versioner av gruppens tidigare outgivna hemmainspelningar.
1992 utgav Silence CD:n Musikens historia del 1 och 2 som innehåller debutalbumet i sin helhet och ett urval låtar från kassetten Skisser över 1914 års badmössor. 2002 utgavs CD-samlingen Får jag spy i ditt paraply? med tidigare outgivna inspelningar och de resterande låtarna från kassetten.
2010 gjordes en dokumentärfilm om gruppen med titeln Philemon Arthur and the Dung – orkestern utan ansikte.
2012 medverkade Philemon Arthur and the Dung på låten "Hejsan Svejsan" på Hedningarnas album &.
2021 medverkade Philemon Arthur and the Dung på en coverversion av sin låt "Ingenting i din hjärna" tillsammans med bandet Dom Dummaste.
2023 återutgav Silence Records debutalbumet från 1972 på vinyl tillsammans med en maxisingel innehållande Philemon Arthur and the Dungs coverversion av bob hunds låt "Reinkarnerad exakt som förut" och bob hunds coverversion av Philemon and the Dungs "Får jag spy i ditt paraply".

## Identitet
Vilka som ligger bakom bandet är bara känt av ett fåtal personer. Det har spekulerats i att det skulle vara antingen Thomas och Mikael Wiehe eller bandet Risken Finns. Anders Lind på Silence Records hävdar emellertid att det är två för allmänheten helt okända personer som döljer sig bakom gruppnamnet. 1972 sade Lind: "De bor i en liten ort i norra Skåne, och är 16 och 22 år gamla. Det är allt jag får tala om. Killarna har velat vara anonyma av personliga skäl. De bor på landet, vill undvika avundsjuka." När Magnus Uggla sjöng in och gav ut In kommer Gösta på sitt coveralbum Allting som ni gör kan jag göra bättre från 1987 ackrediteras låten till Mats Larsson. Den 8 maj 2022 uppträdde bandet Anna Koka 5 ägg jag är värd i huset på Kulturkvarteret i Kristianstad, vilket var deras första uppträdande sedan 1975. Under konsertens gång lämnade samtliga bandmedlemmar scenen vid ett tillfälle förutom bröderna Rolf och Mats Svensson. Rolf berättade historien om Philemon Arthur and the Dungs uppkomst och de spelade sedan låten "Om ni tycker jag undviker er" från Philemon Arthur and the Dung. Spekulationer uppstod då om det var Rolf och Mats Svensson som var medlemmarna i Philemon Arthur and the Dung, i och med att de delade födelseår med bandmedlemmarna; 1950 respektive 1956.

## Inflytande och coverversioner
Band som bob hund har inspirerats mycket av dem. På det norska rockbandet Kaizers Orchestras album Violeta Violeta Vol. 1 (2011) finns en låt vid namn "Philemon Arthur and the Dung", som är en hyllning till gruppen, som även var populära i Norge. Coverversioner av Philemon Arthur and the Dungs låtar har gjorts av bland andra Viagra Boys, bob hund, Dom Dummaste, Träd, Gräs och Stenar, Magnus Uggla, Stig Vig, Thomas Wiehe och Häjkån Bäjkån band. Gösta Linderholm döpte sin LP In kommer Gösta från 1973 efter Philemon Arthur and the Dungs låt. I november 2019 arrangerades konserten "Philemon Arthur & The Dung för barn" med bland andra Thomas Öberg från bob hund på Uppsala Konsert & Kongress.

## Diskografi
- 1972 - Philemon Arthur and the Dung (LP)
- 1987 - Skisser över 1914 års badmössor (Kassett)
- 1992 - Musikens historia del 1 och 2 (CD- samlingsalbum)
- 2002 - Får jag spy i ditt paraply? - The Very Pest of Philemon Arthur & the Dung (CD-samlingsalbum)